# Ekboarmia atlanticaria
Ekboarmia atlanticaria är en fjärilsart som beskrevs av Otto Staudinger 1859. Ekboarmia atlanticaria ingår i släktet Ekboarmia och familjen mätare. Inga underarter finns listade i Catalogue of Life.